# Blaiseova syntéza ketonů
Blaiseova syntéza ketonů je reakce acylchloridů s organickými sloučeninami zinku za vzniku ketonů.
Při této reakci lze kromě organozinkových sloučenin použít i sloučeniny mědi.
Byly vydány články zabývající se touto reakcí.

## Obměny

### Blaiseova-Maireova reakce
Blaiseova-Maireova reakce je varianta Blaiseovy syntézy ketonů používající chloridy β-hydroxykyselin k tvorbě β-hydroxyketonů, jež se poté pomocí kyseliny sírové přeměňují na α,β-nenasycené ketony.